# Patrocínio
Patrocínio là một đô thị thuộc bang Minas Gerais, Brasil. Đô thị này có diện tích 2866,559 km², dân số năm 2007 là 85293 người, mật độ 29,8 người/km².